# Konviktsgebäude (Hadamar)

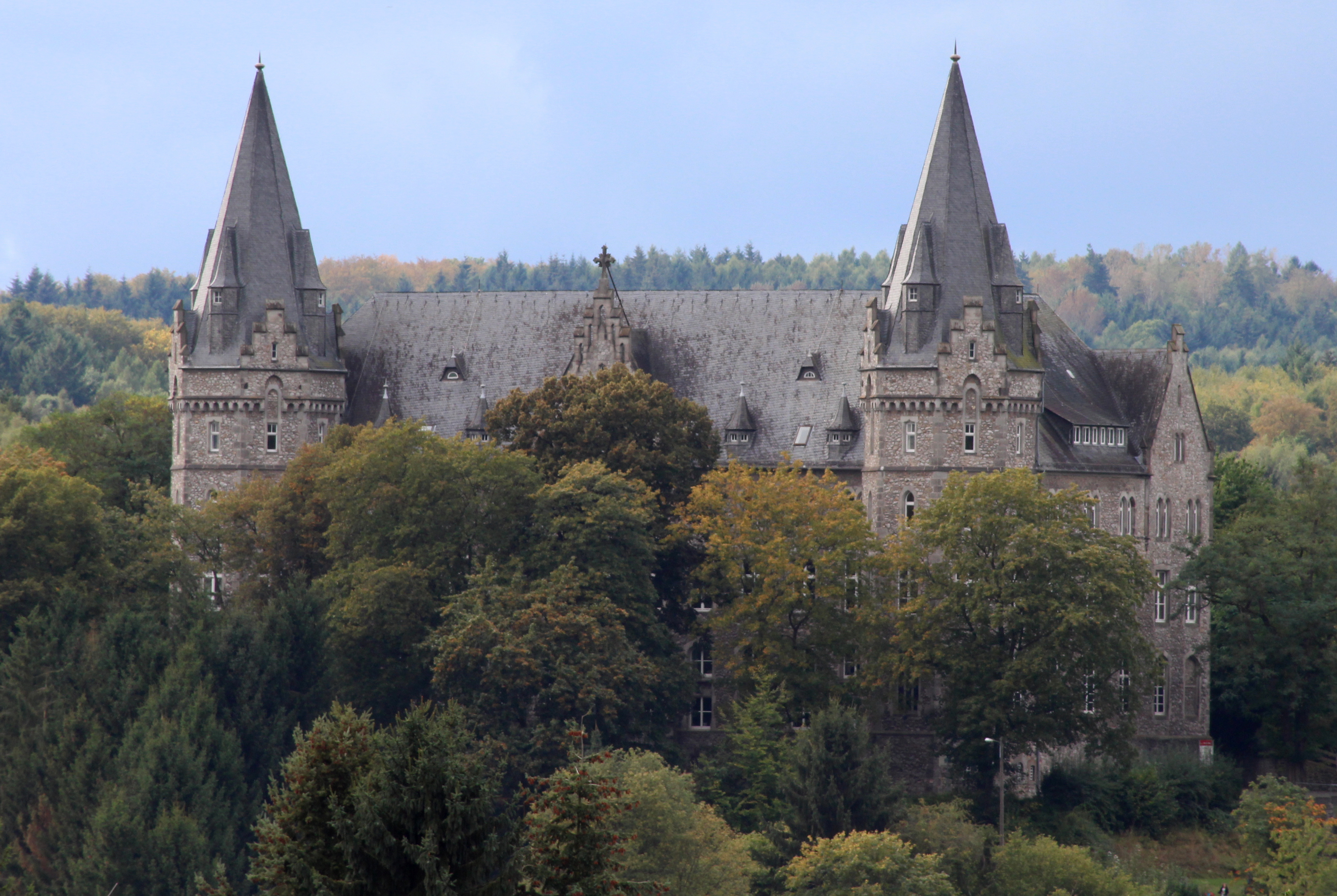
Konvikt in Hadamar

Das Konviktsgebäude in Hadamar, einer Stadt im Landkreis Limburg-Weilburg in Hessen, wurde 1903 bis 1905 errichtet. Das Gebäude am Bernardusweg 10 ist ein geschütztes Baudenkmal.

## Geschichte

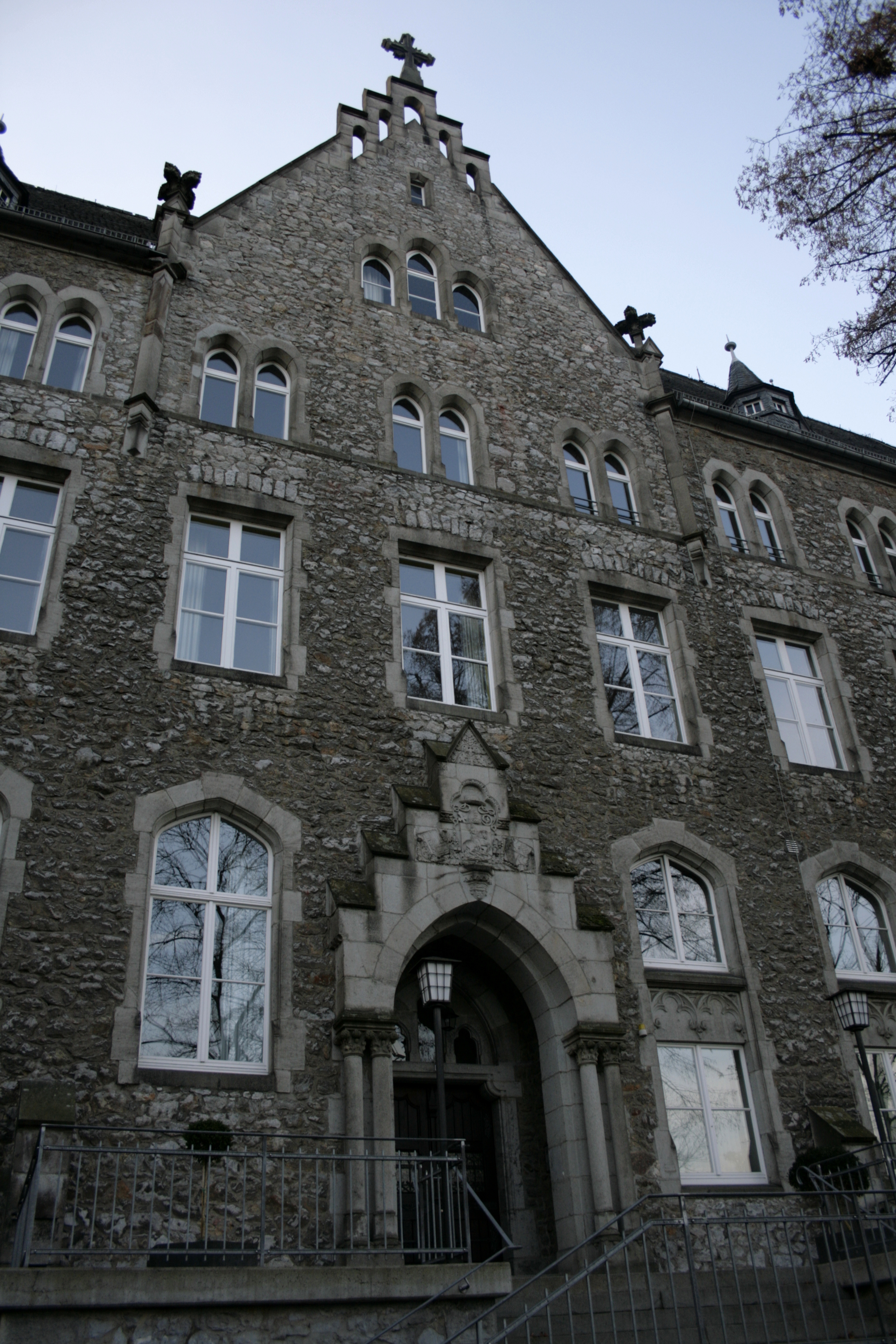
Portal des Konvikts

Das bischöfliche Konvikt diente dazu, auswärtige Schüler des Gymnasiums unterzubringen, die gezielt auf eine theologische Laufbahn vorbereitet werden sollten. Vorläufer war das bereits 1685 eingerichtete Schülerheim am Hammelburger Tor der Stadtmauer. 1852 wurde das zwischenzeitlich erloschene Konvikt vom Bistum Limburg erneuert, das dazu eine Stiftung des Dichters Clemens Brentano an Bischof Peter Josef Blum verwendete. Dieses Konvikt kam in einem Gebäude der Alten Chaussee unter, im folgenden Jahr zog es in die Neugasse um.
Das Gebäude wurde 1903/05 nach dem Entwurf des Limburger Diözesanbaumeisters Jakob Fachinger errichtet. Als weithin sichtbarer Standort wurde die östliche Kante der „Damfeld“ genannten Hochebene westlich der Stadt ausgewählt. 
1939 wurde das Konvikt von der Gestapo geschlossen. Danach diente es kurzfristig als Heim für die Lehrerausbildung, später als Kriegsgefangenenlager für polnische und britische Offiziere unter der Bezeichnung Oflag XIIB. Von 1946 an erfüllte das Konvikt unter dem Namen Collegium Bernadinum als kirchliches Schülerheim unter geistlicher Leitung wieder seinen ursprünglichen Zweck. 1969 wurde es zum Internat der Limburger Domsingknaben.
Im Jahr 2008 verließen die letzten Internatsschüler das Gebäude. Bis 2022 befand sich darin ein musisches Tagesinternat des Bistums Limburg, in dem 8- bis 20-jährige Knaben und junge Männer schulisch gefördert und musikalisch ausgebildet wurden. Sie bildeten die Limburger Domsingknaben, ein Knabenchor für klassische Musik und Konzerte am Dom zu Limburg. Zudem sind weitere Dienststellen des Bistums Limburg dort untergebracht, unter anderem werden von dort das Kirchenmusikwesen, die Arbeit der katholischen öffentlichen Bibliotheken und die Freiwilligendienste für die gesamte Diözese verwaltet.

## Baubeschreibung

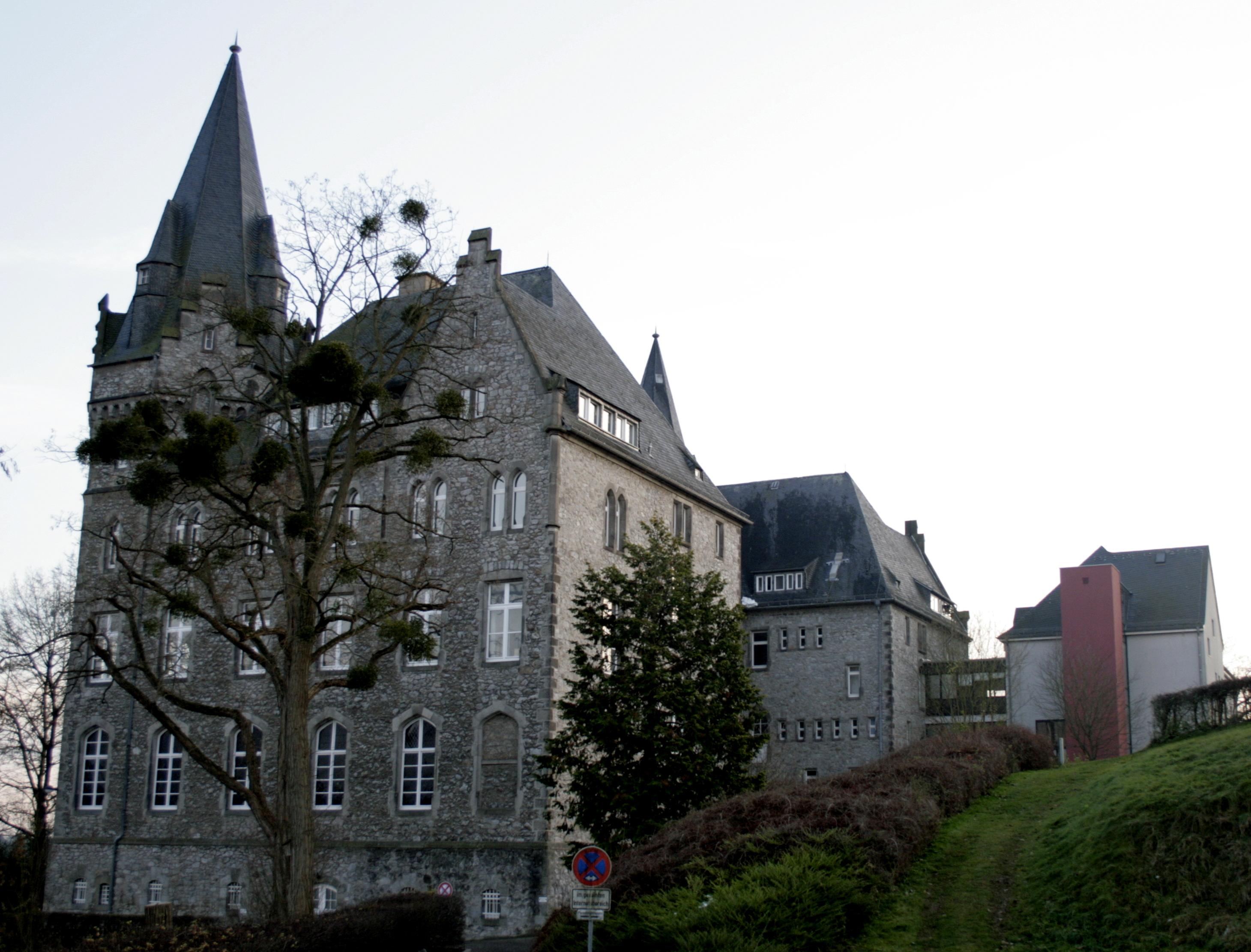
Konvikt von Norden aus gesehen mit neuem Anbau (rechts)

Es handelt sich um einen dreiflügeligen historistischen Bau mit einer Stilmischung aus mittelalterlichen und Renaissance-Elementen. Zwei markante, spitzhelmige und teilweise eingezogene Türme prägen den Baukörper und das gesamte Stadtpanorama Hadamars. Wertvollstes Baudetail ist die repräsentative Haupttreppe mit reichen Steinmetzarbeiten. Stilistisch steht es im Kontrast zum Hadamarer Renaissanceschloss am Elbbach. Das Baumaterial kommt aus den Kalksteinbrüchen der Umgebung. 
Im späten 20. Jahrhundert wurde auf der Gebäuderückseite ein moderner Anbau errichtet.